# 문화방송 시즌드라마
문화방송 시즌 드라마는 새로운 에피소드로 매회 이야기를 전개하는 형식의 문화방송의 시즌 드라마이다. 2007년 봄 폐지된 《MBC 베스트극장》의 후속으로, 2007년 9월 30일에 첫 방송을 시작하여 2008년 6월 29일에 종영되었다. 시즌 1 드라마에는 《옥션하우스》, 《비포 앤 애프터 성형외과》, 《라이프 특별조사팀》이 제작 · 방영되었다. 
MBC는 《옥션하우스》의 후속 작품인 《비포 앤 애프터 성형외과》를 제작하였고, 이 외에도 계속해서 시즌제 형식의 드라마를 실험적으로 제작한 후 그 중 반응이 좋은 작품을 골라 시즌 2 드라마를 제작한다고 밝혔다. 그러나 2008년 5월 시청률 부진 등의 이유로 《라이프 특별조사팀》을 끝으로 시즌 드라마를 폐지하였다.

## 작품 목록
- 《옥션하우스》 : 2007년 9월 30일 ~ 2007년 12월 23일
- 《비포 앤 애프터 성형외과》 : 2008년 1월 6일 ~ 2008년 3월 30일
- 《라이프 특별조사팀》 : 2008년 4월 13일 ~ 2008년 6월 29일